# Alció monjo
L'alció monjo(Actenoides monachus) és una espècie d'ocell de la família dels alcedínids (Alcedinidae), que habita la selva humida del nord i centre de Sulawesi, i les properes illes Manadotua i Lembeh. Tradicionalment l'alció caputxí (Actenoides capucinus) ha estat considerat una subespècie d'aquest.